# 永里優季
永里 優季（ながさと ゆうき、1987年7月15日 - ）は、神奈川県厚木市出身の元女子サッカー選手。元サッカー日本女子代表（なでしこジャパン）。現役時のポジションはフォワード、ミッドフィールダー。2012年から2016年までの登録名は大儀見 優季（おおぎみ ゆうき）。実兄の永里源気、実妹の永里亜紗乃は2人共にサッカー選手である。

## 経歴
兄・永里源気の影響で小学1年生のころ林サッカークラブでサッカーを始める。FC厚木レディースを経て日テレ・メニーナに入団。13歳で最寄りの神奈川県厚木市立荻野中学校に通う。本人が「一生の思い出に残るゴール」という、中学生らしからぬ強く速いシュートで、大学生との試合に勝利したのはこの頃。中学2年時には背番号10を付けてプレーし、同時に日テレ・ベレーザにも登録された。中学3年時にはU-18ユース選手権に出場。チームは優勝し大会最優秀選手賞を受賞した。また、ベレーザでも2試合に出場し、L・リーグデビューを飾った。
神奈川県立厚木東高校に進学した2003年は足の故障により出場機会に恵まれなかったが、2004年、アテネオリンピック・アジア予選のメンバーとして日本女子代表に初選出され、同年4月22日のタイ戦で代表戦デビューした。この頃から、チームでの練習後に個人的に行う居残り練習を始め、すでにブレ球も習得していた。居残り練習によく付き合っていた小野寺志保は、永里が世界的なストライカーになることを予感していたという。
2005年には5月21日のキリンチャレンジカップ・ニュージーランド戦で初得点をあげると、続くロシア遠征での2試合（ともにロシア女子代表と対戦）、東アジア女子サッカー大会2005壮行試合 (対戦相手: オーストラリア) で連続して得点をあげ、日本女子代表では最多タイ記録となる国際Aマッチ4試合連続得点を達成した。東アジア女子サッカー大会2005にも出場したが、この時は無得点に終わった。
2006年7月にオーストラリアで行われた2006 AFC女子アジアカップではチャイニーズタイペイ戦で5得点を含む合計7得点を挙げ、同じゴール数を上げた韓国代表の鄭政淑とともに大会得点王になった。
2007年に中華人民共和国にて開催された2007 FIFA女子ワールドカップに日本代表の一員として出場。グループリーグ第1戦 (対戦相手: イングランド) では後半86分に磯崎浩美と交代する形で出場した。第2戦 (対戦相手: アルゼンチン) では先発出場、後半ロスタイムに決勝点となる得点を挙げた。第3戦 (対戦相手: ドイツ) にも先発出場したが、76分に宮本ともみと交代した。
2010年1月より、女子ブンデスリーガ1部所属のFF USVイェーナの練習に参加 していたが、その後同リーグ1部所属の1.FFCトゥルビネ・ポツダムへのプロ契約による加入が発表された。日本人史上初のUEFA女子チャンピオンズリーグ決勝戦では、後半21分から試合に出場し、PK戦でも6人目のキッカーを務め優勝に貢献した。2010年3月に東海大学体育学部を卒業。
2011 FIFA女子ワールドカップではエースストライカーとして期待され、初戦で開始早々に先制点を決めるが、徐々に前線での孤立が目立つようになると、準々決勝ではハーフタイムで交代を命ぜられ、準決勝以降は控えスタートとなった。チームは歴史的な優勝をしたものの、永里自身は決勝で失点のきっかけを作ったり、PK戦で日本で唯一失敗するなど、不調のまま不完全燃焼で大会を終えた。アジア人として初の欧州CLとW杯制覇。
2011年7月、メンタルトレーニングコンサルタントの大儀見浩介と結婚したことを、本人のブログで公表した。2012年6月9日に結婚披露宴を行った。これに伴い、日本サッカー協会に対して「大儀見優季」名義での登録名変更申請を行い、ロンドンオリンピックから大儀見名義でサッカー選手活動を行うこととなった。
ロンドンオリンピックでは全試合に出場し、チームトップの3得点を挙げるなど銀メダル獲得に大きく貢献した。

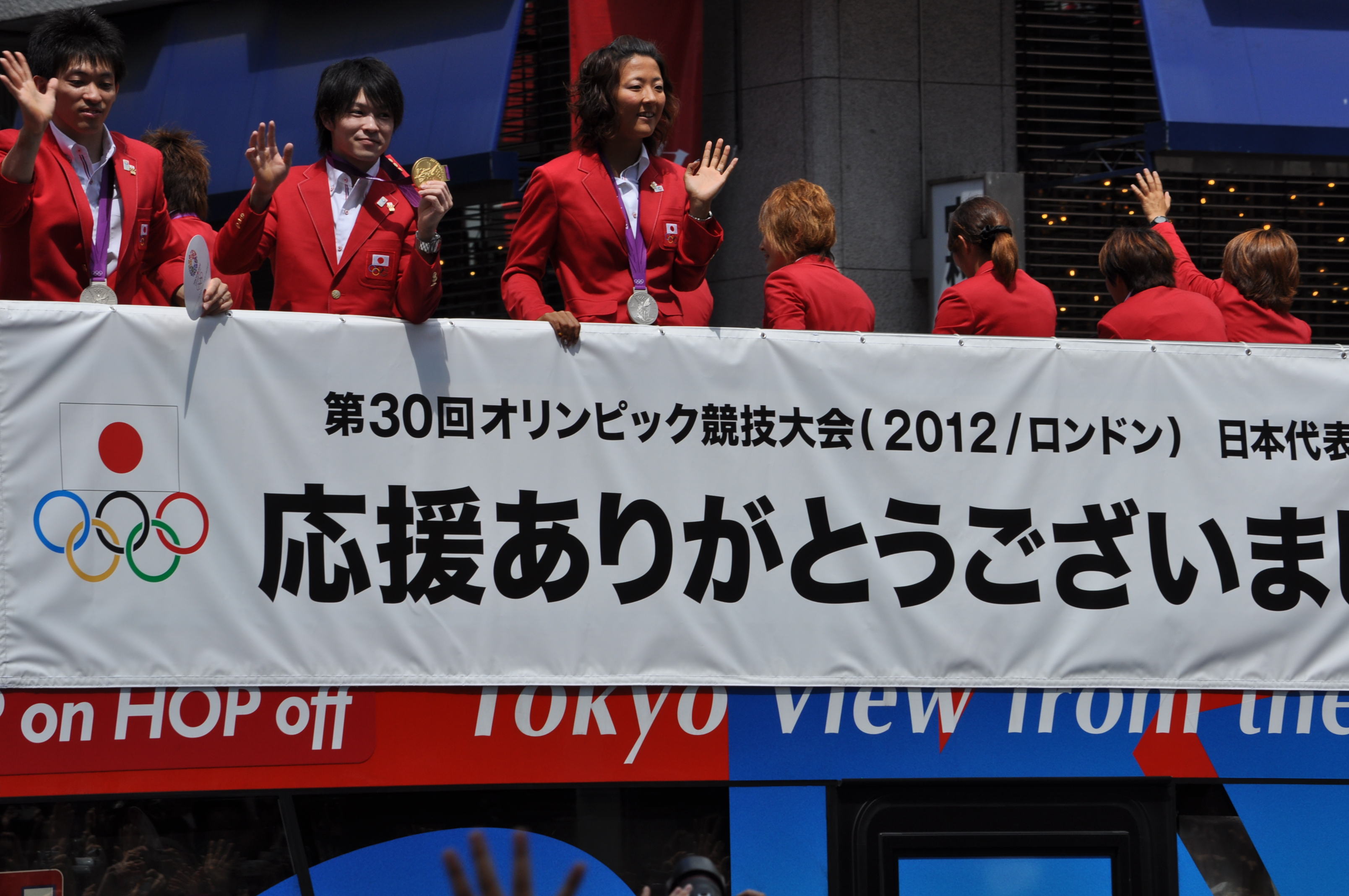
オリンピック凱旋パレード（2012年8月19日撮影）

2012-13シーズン、リーグ戦で18得点を挙げる活躍を見せ、初のブンデスリーガ得点王に輝いた。
2013年7月、イングランドFA女子スーパーリーグのチェルシーへの移籍が発表された。
2015年1月、ドイツブンデスリーガのVfLヴォルフスブルクへ移籍。
2015年8月、1.FFCフランクフルトへの移籍が発表された。
2016年リオデジャネイロオリンピックのサッカー女子アジア最終予選の日本代表メンバーに選出され、オーストラリア戦で1得点、ベトナム戦で1得点を挙げたが、チームは予選2位以内の可能性がなくなり五輪出場権を逃した。
同年4月6日、大儀見浩介と離婚したことを自身のブログで報告した。
2017年5月、1.FFCフランクフルトを退団し、アメリカNWSLのシカゴ・レッドスターズへと移籍した。同年9月3日に行われたノースカロライナ・カレッジ戦に後半から途中出場し、後半9分に移籍後初得点となるゴールを記録した。
2020年9月10日、男子のはやぶさイレブン（神奈川県リーグ2部）に2020年12月31日まで期限付き移籍することが発表された。
同年10月26日、2021年シーズンからNWSLへ新規参入するレーシング・ルイビルFCへトレードされることが発表された。
同年12月19日、女川町観光大使に任命された。
2022年1月11日、シカゴ・レッドスターズへの復帰が発表された。
2023年12月13日、シカゴ在住の一般人と再婚したことを公表した。
2024年1月13日、ヒューストン・ダッシュと契約合意（2025シーズンまで2年契約）したことを発表した。
2025年3月4日、自身のオフィシャルサイトにおいて現役引退を発表した。

## 個人成績

### クラブ
| クラブ                    | シーズン       | リーグ             | 背番号 | リーグ戦 | リーグ戦 | カップ戦 | カップ戦 | リーグ杯 | リーグ杯 | UEFA | UEFA | その他 | その他 | 合計 | 合計 |
| クラブ                    | シーズン       | リーグ             | 背番号 | 出場     | 得点     | 出場     | 得点     | 出場     | 得点     | 出場 | 得点 | 出場   | 得点   | 出場 | 得点 |
| ------------------------- | -------------- | ------------------ | ------ | -------- | -------- | -------- | -------- | -------- | -------- | ---- | ---- | ------ | ------ | ---- | ---- |
| 日テレ・ベレーザ          | 2001           | L・リーグ          | 25     | 0        | 0        |          |          | —        | —        | —    | —    | —      | —      | 0    | 0    |
| 日テレ・ベレーザ          | 2002           | L・リーグ          | 23     | 2        | 0        |          |          | —        | —        | —    | —    | —      | —      | 2    | 0    |
| 日テレ・ベレーザ          | 2003           | L・リーグ          | 22     | 0        | 0        | 2        | 0        | —        | —        | —    | —    | —      | —      | 2    | 0    |
| 日テレ・ベレーザ          | 2004           | L・リーグ1部（L1） | 20     | 13       | 3        |          |          | —        | —        | —    | —    | —      | —      | 13   | 3    |
| 日テレ・ベレーザ          | 2005           | L・リーグ1部（L1） | 19     | 21       | 18       | 5        | 6        | —        | —        | —    | —    | —      | —      | 26   | 24   |
| 日テレ・ベレーザ          | 2006           | なでしこ Div.1     | 19     | 16       | 18       | 3        | 2        | —        | —        | —    | —    | —      | —      | 19   | 20   |
| 日テレ・ベレーザ          | 2007           | なでしこ Div.1     | 19     | 18       | 14       | 4        | 1        | 2        | 3        | —    | —    | —      | —      | 24   | 18   |
| 日テレ・ベレーザ          | 2009           | なでしこ Div.1     | 19     | 20       | 9        | 3        | 2        | —        | —        | —    | —    | —      | —      | 23   | 11   |
| 日テレ・ベレーザ          | 2009           | なでしこ Div.1     | 19     | 20       | 7        | 4        | 5        | —        | —        | —    | —    | —      | —      | 24   | 12   |
| 日テレ・ベレーザ          | 通算           | 通算               | 通算   | 110      | 69       | 21       | 16       | 2        | 3        | 0    | 0    | 0      | 0      | 133  | 88   |
| 1.FFCトゥルビネ・ポツダム | 2009-10        | 女子ブンデスリーガ | 17     | 10       | 6        | 1        | 0        | —        | —        | 5    | 2    | —      | —      | 16   | 8    |
| 1.FFCトゥルビネ・ポツダム | 2010-11        | 女子ブンデスリーガ | 17     | 21       | 10       | 5        | 6        | 1        | 3        | 8    | 9    | —      | —      | 35   | 28   |
| 1.FFCトゥルビネ・ポツダム | 2011-12        | 女子ブンデスリーガ | 17     | 19       | 13       | 2        | 2        | —        | —        | 6    | 7    | —      | —      | 27   | 22   |
| 1.FFCトゥルビネ・ポツダム | 2012-13        | 女子ブンデスリーガ | 17     | 22       | 18       | 5        | 2        | —        | —        | 4    | 2    | —      | —      | 31   | 22   |
| 1.FFCトゥルビネ・ポツダム | 通算           | 通算               | 通算   | 72       | 47       | 13       | 10       | 1        | 3        | 23   | 20   | 0      | 0      | 109  | 80   |
| チェルシー                | 2013           | FA WSL1            | 7      | 5        | 0        |          |          |          |          | -    | -    | 2      | 0      | 7    | 0    |
| チェルシー                | 2014           | FA WSL1            | 7      | 13       | 5        |          |          | 4        | 1        | -    | -    | —      | —      | 17   | 6    |
| チェルシー                | 通算           | 通算               | 通算   | 18       | 5        | 0        | 0        | 4        | 1        | 0    | 0    | 2      | 0      | 24   | 6    |
| VfLヴォルフスブルク       | 2014-15        | 女子ブンデスリーガ | 19     | 9        | 5        | 2        | 1        | —        | —        | 4    | 0    | —      | —      | 15   | 6    |
| 1.FFCフランクフルト       | 2015-16        | 女子ブンデスリーガ | 9      | 16       | 5        | 2        | 3        | —        | —        | 5    | 1    | —      | —      | 23   | 9    |
| 1.FFCフランクフルト       | 2016-17        | 女子ブンデスリーガ | 9      | 19       | 3        | 3        | 1        | —        | —        | -    | -    | —      | —      | 22   | 4    |
| 1.FFCフランクフルト       | 通算           | 通算               | 通算   | 35       | 8        | 5        | 4        | 0        | 0        | 5    | 1    | 0      | 0      | 45   | 13   |
| シカゴ・レッドスターズ    | 2017           | NWSL               | 12     | 7        | 1        | —        | —        | —        | —        | —    | —    | —      | —      | 7    | 1    |
| シカゴ・レッドスターズ    | 2018           | NWSL               | 12     | 23       | 4        | —        | —        | —        | —        | —    | —    | —      | —      | 23   | 4    |
| シカゴ・レッドスターズ    | 2019           | NWSL               | 12     | 26       | 8        | —        | —        | —        | —        | —    | —    | —      | —      | 26   | 8    |
| シカゴ・レッドスターズ    | 2020           | NWSL               | 12     | —        | —        | —        | —        | 2        | 0        | —    | —    | -      | -      | 2    | 0    |
| シカゴ・レッドスターズ    | 通算           | 通算               | 通算   | 56       | 13       | 0        | 0        | 2        | 0        | 0    | 0    | 0      | 0      | 58   | 13   |
| ブリスベン・ロアー        | 2018-19        | Wリーグ            | 17     | 11       | 4        | —        | —        | —        | —        | —    | —    | —      | —      | 11   | 4    |
| はやぶさイレブン          | 2020           | 神奈川2部          | 17     | (4)      | (0)      | —        | —        | —        | —        | —    | —    | —      | —      | (4)  | (0)  |
| レーシング・ルイビルFC    | 2021           | NWSL               | 17     | 21       | 2        | —        | —        | 4        | 0        | —    | —    | —      | —      | 25   | 2    |
| シカゴ・レッドスターズ    | 2022           | NWSL               | 7      | 22       | 4        | —        | —        | 6        | 0        | —    | —    | —      | —      | 28   | 4    |
| シカゴ・レッドスターズ    | 2023           | NWSL               | 7      | 19       | 3        | —        | —        | 4        | 1        | —    | —    | —      | —      | 23   | 4    |
| シカゴ・レッドスターズ    | 通算           | 通算               | 通算   | 41       | 7        | 0        | 0        | 10       | 1        | 0    | 0    | 0      | 0      | 51   | 8    |
| ヒューストン・ダッシュ    | 2024           | NWSL               | 14     | 21       | 2        | —        | —        | —        | —        | —    | —    | —      | —      | 21   | 2    |
| 通算                      | 日本           | 日本               | 1部    | 110      | 69       | 21       | 16       | 2        | 3        | 0    | 0    | 0      | 0      | 133  | 88   |
| 通算                      | 日本           | 日本               | その他 | (4)      | (0)      | —        | —        | —        | —        | —    | —    | —      | —      | (4)  | (0)  |
| 通算                      | ドイツ         | ドイツ             | 1部    | 116      | 60       | 20       | 15       | 1        | 3        | 32   | 21   | 0      | 0      | 169  | 99   |
| 通算                      | イングランド   | イングランド       | 1部    | 18       | 5        | 0        | 0        | 4        | 1        | 0    | 0    | 2      | 0      | 24   | 6    |
| 通算                      | アメリカ合衆国 | アメリカ合衆国     | 1部    | 139      | 24       | 0        | 0        | 16       | 1        | 0    | 0    | 0      | 0      | 155  | 25   |
| 通算                      | オーストラリア | オーストラリア     | 1部    | 11       | 4        | 0        | 0        | 0        | 0        | 0    | 0    | 0      | 0      | 11   | 4    |
| 総通算                    | 総通算         | 総通算             | 総通算 | 394      | 162      | 41       | 31       | 23       | 8        | 32   | 21   | 2      | 0      | 492  | 222  |

1. 1 2  国際女子サッカークラブ選手権2013の成績
2. ↑  新型コロナウイルスの影響で中止
3. ↑  各国の全国大会のみ集計

- 女子ブンデスリーガ
  - 初出場 - 2010年3月21日 第17節 SGSエッセン戦 (スポルトパルク・アム・ハロ（ドイツ語版）)[32]
  - 初得点 - 2010年3月21日 第17節 SGSエッセン戦 (スポルトパルク・アム・ハロ)[32]

- FAウィメンズ・スーパーリーグ
  - 初出場 - 2013年8月4日 第8節 ドンカスター・ローヴァーズ・ベルズ戦 (ウィートシーフ・パーク（英語版）)[32]
  - 初得点 - 2014年4月17日 第1週 ブリストル・シティ戦 (ウィートシーフ・パーク)[32]

- ナショナル・ウィメンズ・サッカーリーグ
  - 初出場 - 2017年8月13日 ポートランド・ソーンズFC戦 (シートギーク・スタジアム)[32]
  - 初得点 - 2017年9月4日 ノースカロライナ・カレッジ戦 (シートギーク・スタジアム)[32]

- Aリーグ・ウィメン
  - 初出場 - 2018年11月18日 アデレード・ユナイテッドFC（英語版）戦 (ライオンズ・スタジアム（英語版）)[32]
  - 初得点 - 2018年12月9日 シドニーFC（英語版）戦 (シーモア・ショー・パーク（英語版）)[32]

### 代表
- 2004年4月22日 - 日本代表初出場 -  タイ戦（アテネオリンピック・アジア予選）
- 2005年5月21日  - 日本代表初得点 -  ニュージーランド戦（キリンチャレンジカップ2005）

#### 主な出場大会
- 2007年 第5回FIFA女子ワールドカップ
- 2008年 東アジア女子サッカー選手権2008 優勝
- 2008年 AFC女子アジアカップ 3位
- 2008年 北京オリンピック 4位
- 2010年 AFC女子アジアカップ 3位
- 2011年 2011 FIFA女子ワールドカップ 優勝
- 2012年 ロンドンオリンピック 準優勝
- 2014年 AFC女子アジアカップ 優勝
- 2015年 2015 FIFA女子ワールドカップ 準優勝

#### 試合数
| 日本代表 | 国際Aマッチ | 国際Aマッチ |
| 年       | 出場        | 得点        |
| -------- | ----------- | ----------- |
| 2004     | 1           | 0           |
| 2005     | 9           | 6           |
| 2006     | 13          | 9           |
| 2007     | 12          | 4           |
| 2008     | 17          | 9           |
| 2009     | 3           | 0           |
| 2010     | 3           | 1           |
| 2011     | 17          | 3           |
| 2012     | 16          | 9           |
| 2013     | 12          | 6           |
| 2014     | 9           | 5           |
| 2015     | 13          | 3           |
| 2016     | 7           | 3           |
| 通算     | 132         | 58          |

#### ゴール
| ゴール一覧 | ゴール一覧     | ゴール一覧       | ゴール一覧                                       | ゴール一覧             | ゴール一覧 | ゴール一覧 | ゴール一覧                           | ゴール一覧 |
| #          | 開催日         | 開催都市         | スタジアム                                       | 対戦国                 | 結果       | 監督       | 大会                                 | 出典       |
| ---------- | -------------- | ---------------- | ------------------------------------------------ | ---------------------- | ---------- | ---------- | ------------------------------------ | ---------- |
| 1.         | 2005年5月21日  | 東京             | 国立西が丘サッカー場                             | ニュージーランド       | ○ 6-0      | 大橋浩司   | キリンチャレンジカップ2005           |            |
| 2.         | 2005年5月21日  | 東京             | 国立西が丘サッカー場                             | ニュージーランド       | ○ 6-0      | 大橋浩司   | キリンチャレンジカップ2005           |            |
| 3.         | 2005年5月26日  | モスクワ         |                                                  | ロシア                 | ○ 4-2      | 大橋浩司   | 国際親善試合                         |            |
| 4.         | 2005年5月28日  | モスクワ         |                                                  | ロシア                 | ○ 2-0      | 大橋浩司   | 国際親善試合                         |            |
| 5.         | 2005年7月23日  | 東京             | 国立西が丘サッカー場                             | オーストラリア         | ○ 4-2      | 大橋浩司   | 東アジア女子サッカー大会2005壮行試合 |            |
| 6.         | 2005年7月23日  | 東京             | 国立西が丘サッカー場                             | オーストラリア         | ○ 4-2      | 大橋浩司   | 東アジア女子サッカー大会2005壮行試合 |            |
| 7.         | 2006年2月18日  | 袋井             | 静岡スタジアム エコパ                            | ロシア                 | ○ 2-0      | 大橋浩司   | キリンチャレンジカップ2006           | [ 33 ]     |
| 8.         | 2006年7月19日  | アデレード       | ハインドマーシュ・スタジアム                     | ベトナム               | ○ 5-0      | 大橋浩司   | 2006 AFC女子アジアカップ             | [ 34 ]     |
| 9.         | 2006年7月21日  | アデレード       | ハインドマーシュ・スタジアム                     | チャイニーズタイペイ   | ○ 11-1     | 大橋浩司   | 2006 AFC女子アジアカップ             | [ 35 ]     |
| 10.        | 2006年7月21日  | アデレード       | ハインドマーシュ・スタジアム                     | チャイニーズタイペイ   | ○ 11-1     | 大橋浩司   | 2006 AFC女子アジアカップ             | [ 35 ]     |
| 11.        | 2006年7月21日  | アデレード       | ハインドマーシュ・スタジアム                     | チャイニーズタイペイ   | ○ 11-1     | 大橋浩司   | 2006 AFC女子アジアカップ             | [ 35 ]     |
| 12.        | 2006年7月21日  | アデレード       | ハインドマーシュ・スタジアム                     | チャイニーズタイペイ   | ○ 11-1     | 大橋浩司   | 2006 AFC女子アジアカップ             | [ 35 ]     |
| 13.        | 2006年7月21日  | アデレード       | ハインドマーシュ・スタジアム                     | チャイニーズタイペイ   | ○ 11-1     | 大橋浩司   | 2006 AFC女子アジアカップ             | [ 35 ]     |
| 14.        | 2006年7月30日  | アデレード       | ハインドマーシュ・スタジアム                     | 朝鮮民主主義人民共和国 | ● 2-3      | 大橋浩司   | 2006 AFC女子アジアカップ             | [ 36 ]     |
| 15.        | 2006年12月10日 | ドーハ           | カタールSCスタジアム                             | 韓国                   | ○ 3-1      | 大橋浩司   | 第15回アジア競技大会                 | [ 37 ]     |
| 16.        | 2007年7月28日  | サンノゼ         | スパルタン・スタジアム                           | アメリカ合衆国         | ● 1-4      | 大橋浩司   | 国際親善試合                         |            |
| 17.        | 2007年8月4日   | ハイフォン       | ラックチャイ・スタジアム                         | ベトナム               | ○ 8-0      | 大橋浩司   | 北京オリンピックアジア最終予選       | [ 38 ]     |
| 18.        | 2007年8月12日  | 東京             | 国立霞ヶ丘競技場陸上競技場                       | タイ                   | ○ 5-0      | 大橋浩司   | 北京オリンピックアジア最終予選       | [ 39 ]     |
| 19.        | 2007年9月14日  | 上海             | 上海虹口足球場                                   | アルゼンチン           | ○ 1-0      | 大橋浩司   | 2007 FIFA女子ワールドカップ          | [ 40 ]     |
| 20.        | 2008年2月24日  | 重慶             | 永川体育中心                                     | 中国                   | ○ 3-0      | 佐々木則夫 | 東アジアサッカー選手権2008           | [ 41 ]     |
| 21.        | 2008年3月12日  | ラルナカ         | アルファスポーツセンター                         | オランダ               | ○ 2-1      | 佐々木則夫 | キプロス・カップ2008                 | [ 42 ]     |
| 22.        | 2008年5月29日  | ホーチミン       | トンニャット・スタジアム                         | 韓国                   | ● 1-3      | 佐々木則夫 | 2008 AFC女子アジアカップ             | [ 43 ]     |
| 23.        | 2008年5月31日  | ホーチミン       | トンニャット・スタジアム                         | チャイニーズタイペイ   | ○ 11-0     | 佐々木則夫 | 2008 AFC女子アジアカップ             | [ 44 ]     |
| 24.        | 2008年6月2日   | ホーチミン       | トンニャット・スタジアム                         | オーストラリア         | ○ 3-1      | 佐々木則夫 | 2008 AFC女子アジアカップ             | [ 45 ]     |
| 25.        | 2008年6月8日   | ホーチミン       | トンニャット・スタジアム                         | オーストラリア         | ○ 3-0      | 佐々木則夫 | 2008 AFC女子アジアカップ             | [ 46 ]     |
| 26.        | 2008年7月24日  | 神戸             | ホームズスタジアム神戸                           | オーストラリア         | ○ 3-0      | 佐々木則夫 | 国際親善試合                         | [ 47 ]     |
| 27.        | 2008年7月29日  | 東京             | 国立霞ヶ丘競技場陸上競技場                       | アルゼンチン           | ○ 2-0      | 佐々木則夫 | キリンチャレンジカップ2008           | [ 48 ]     |
| 28.        | 2008年8月15日  | 秦皇島           | 秦皇島オリンピック・スポーツセンター・スタジアム | 中国                   | ○ 2-0      | 佐々木則夫 | 北京オリンピック                     | [ 49 ]     |
| 29.        | 2010年5月24日  | 成都             | 成都体育中心                                     | 朝鮮民主主義人民共和国 | ○ 2-1      | 佐々木則夫 | 2010 AFC女子アジアカップ             | [ 50 ]     |
| 30.        | 2011年3月4日   | ラゴス           |                                                  | フィンランド           | ○ 5-0      | 佐々木則夫 | アルガルヴェ・カップ2011             | [ 51 ]     |
| 31.        | 2011年3月7日   | パルシャル       | ベーラ・ヴィスタ競技場                           | ノルウェー             | ○ 1-0      | 佐々木則夫 | アルガルヴェ・カップ2011             | [ 52 ]     |
| 32.        | 2011年6月27日  | ボーフム         | FIFA女子ワールドカップスタジアム・ボーフム       | ニュージーランド       | ○ 2-1      | 佐々木則夫 | 2011 FIFA女子ワールドカップ          | [ 53 ]     |
| 33.        | 2012年2月29日  | パルシャル       | ベーラ・ヴィスタ競技場                           | ノルウェー             | ○ 2-1      | 佐々木則夫 | アルガルヴェ・カップ2012             | [ 54 ]     |
| 34.        | 2012年3月7日   | ファロ           | エスタディオ・アルガルヴェ                       | ドイツ                 | ● 3-4      | 佐々木則夫 | アルガルヴェ・カップ2012             | [ 55 ]     |
| 35.        | 2012年4月5日   | 神戸             | ホームズスタジアム神戸                           | ブラジル               | ○ 4-1      | 佐々木則夫 | キリンチャレンジカップ2012           | [ 56 ]     |
| 36.        | 2012年6月18日  | ハルムスタッド   | オルヤンス・ヴァル                               | アメリカ合衆国         | ● 1-4      | 佐々木則夫 | ボルボ・ウィナーズカップ             | [ 57 ]     |
| 37.        | 2012年6月20日  | ヨーテボリ       | ガムラ・ウッレヴィ                               | スウェーデン           | ○ 1-0      | 佐々木則夫 | ボルボ・ウィナーズカップ             | [ 58 ]     |
| 38.        | 2012年7月11日  | 東京             | 国立霞ヶ丘競技場陸上競技場                       | オーストラリア         | ○ 3-0      | 佐々木則夫 | キリンチャレンジカップ2012           | [ 59 ]     |
| 39.        | 2012年8月3日   | カーディフ       | ミレニアム・スタジアム                           | ブラジル               | ○ 2-0      | 佐々木則夫 | ロンドンオリンピック                 | [ 60 ]     |
| 40.        | 2012年8月6日   | ロンドン         | ウェンブリー・スタジアム                         | フランス               | ○ 2-1      | 佐々木則夫 | ロンドンオリンピック                 | [ 61 ]     |
| 41.        | 2012年8月9日   | ロンドン         | ウェンブリー・スタジアム                         | アメリカ合衆国         | ● 1-2      | 佐々木則夫 | ロンドンオリンピック                 | [ 62 ]     |
| 42.        | 2013年3月11日  | ファロ           | エスタディオ・アルガルヴェ                       | デンマーク             | ○ 2-0      | 佐々木則夫 | アルガルヴェ・カップ2013             | [ 63 ]     |
| 43.        | 2013年3月13日  | ファロ           | エスタディオ・アルガルヴェ                       | 中国                   | ○ 1-0      | 佐々木則夫 | アルガルヴェ・カップ2013             | [ 64 ]     |
| 44.        | 2013年6月20日  | 鳥栖             | ベストアメニティスタジアム                       | ニュージーランド       | △ 1-1      | 佐々木則夫 | キリンチャレンジカップ2013           | [ 65 ]     |
| 45.        | 2013年6月29日  | ミュンヘン       | アリアンツ・アレーナ                             | ドイツ                 | ● 2-4      | 佐々木則夫 | 国際親善試合（欧州遠征）             | [ 66 ]     |
| 46.        | 2013年7月27日  | ソウル           | 蚕室総合運動場                                   | 韓国                   | ● 1-2      | 佐々木則夫 | 東アジアカップ2013                   | [ 67 ]     |
| 47.        | 2013年9月22日  | 諫早             | 長崎県立総合運動公園陸上競技場                   | ナイジェリア           | ○ 2-0      | 佐々木則夫 | 国際親善試合                         | [ 68 ]     |
| 48.        | 2014年3月10日  | ファロ           | エスタディオ・アルガルヴェ                       | スウェーデン           | ○ 2-1      | 佐々木則夫 | アルガルヴェ・カップ2014             | [ 69 ]     |
| 49.        | 2014年5月14日  | ホーチミン       | トンニャット・スタジアム                         | オーストラリア         | △ 2-2      | 佐々木則夫 | 2014 AFC女子アジアカップ             | [ 70 ]     |
| 50.        | 2014年5月16日  | ホーチミン       | トンニャット・スタジアム                         | ベトナム               | ○ 4-0      | 佐々木則夫 | 2014 AFC女子アジアカップ             | [ 71 ]     |
| 51.        | 2014年10月25日 | エドモントン     | コモンウェルス・スタジアム                       | カナダ                 | ○ 3-0      | 佐々木則夫 | 国際親善試合                         | [ 72 ]     |
| 52.        | 2014年10月28日 | バンクーバー     | BCプレイス・スタジアム                           | カナダ                 | ○ 3-2      | 佐々木則夫 | 国際親善試合                         | [ 73 ]     |
| 53.        | 2015年5月28日  | 長野             | 南長野運動公園総合球技場                         | イタリア               | ○ 1-0      | 佐々木則夫 | キリンチャレンジカップ2015           | [ 74 ]     |
| 54.        | 2015年6月16日  | ウィニペグ       | ウィニペグ・スタジアム                           | エクアドル             | ○ 1-0      | 佐々木則夫 | 2015 FIFA女子ワールドカップ          | [ 75 ]     |
| 55.        | 2015年7月5日   | バンクーバー     | BCプレイス・スタジアム                           | アメリカ合衆国         | ● 2-5      | 佐々木則夫 | 2015 FIFA女子ワールドカップ          | [ 76 ]     |
| 56.        | 2016年2月29日  | 大阪             | キンチョウスタジアム                             | オーストラリア         | ● 1-3      | 佐々木則夫 | リオ五輪サッカーアジア最終予選       | [ 77 ]     |
| 57.        | 2016年3月7日   | 大阪             | キンチョウスタジアム                             | ベトナム               | ○ 6-1      | 佐々木則夫 | リオ五輪サッカーアジア最終予選       | [ 78 ]     |
| 58.        | 2016年6月2日   | コマース・シティ | ディックス・スポーティング・グッズ・パーク       | アメリカ合衆国         | △ 3-3      | 高倉麻子   | 国際親善試合                         | [ 79 ]     |

## タイトル・表彰

### クラブ
- 日テレ・ベレーザ
  - なでしこリーグ（日本女子サッカーリーグ）: 6回 (2001、2002、2005、2006、2007、2008)
  - なでしこリーグカップ: 1回 (2007)
  - 皇后杯全日本女子サッカー選手権大会: 4回 (2005、2006、2008、2009)
- 1.FFCトゥルビネ・ポツダム
  - 女子ブンデスリーガ1部: 3回 (2009-10、2010-11、2011-12)
  - UEFA女子チャンピオンズリーグ: 1回 (2009-10)
- ヴォルフスブルク
  - 女子DFBポカール: 1回 (2014-15)

### 代表
- 日本代表
  - FIFA女子ワールドカップ：1回 (2011)
  - 東アジア女子サッカー選手権：1回 （2008）
  - AFC女子アジアカップ：1回 (2014)

### 個人
- なでしこリーグベストイレブン：2回（2005,2006）
- なでしこリーグ得点王：1回（2006）
- ブンデスリーガ得点王：1回（2012-13）
- NWSL週間最優秀選手：1回（2018年 第10週[80]）

### 表彰
- 国民栄誉賞（2011年、2011 FIFA女子ワールドカップ日本女子代表の一員として）
- 紫綬褒章（2011年、同上）

## テレビ出演
- テレビでドイツ語（2012年4月、Eテレ）
- 行列のできる法律相談所（2013年10月20日、日本テレビ）
- 情熱大陸（2020年12月6日、毎日放送）

## 著作
- 2014年4月17日 - 『大儀見の流技 アスリートとして、女性として輝くために』（カンゼン） ISBN 978-4862552341